# Action Force
Action Force som serietidning gavs ut av Satellitförlaget 1988-1990. Tidningen baserades på den amerikanska serietidningen G.I. Joe: A Real American Hero vilken producerades av Marvel Comics från 1982-1993. Eftersom Action Force endast gavs ut under två år på den svenska marknaden innehöll serien bara utvalda delar av den amerikanska originalserien.
Anledningen till att serietidningen döptes om till Action Force var att man ville ha ett namn som fungerade internationellt då G.I. Joe: A Real American Hero upplevdes som alldeles för amerikanskt.
Serietidningen Action Force baserades helt och hållet på leksaksfigurerna i formatet 3,75" från Hasbro som såldes under namnen Action Force, och senare även i Sverige G.I. Joe. Dessutom har Action Force samt G.I. Joe producerats som tecknade TV-serier skapade av Sunbow Productions och DiC Entertainment, dessa gick i Europa under namnet G.I. Joe. Efter att Marvel Comics lade ner originalserien i USA har den fortsatt att produceras av olika utgivare, först Dark Horse Comics under 1996 och för närvarande av Devil's Due.

## Grundläggande handling till Action Force
- Originalmanus av Larry Hama

I en snar framtid utspelar sig den våldsamma kampen mellan den fredsbevarande specialorganisationen Action Force och den fruktade terroristgruppen Cobra. Detta sker i en värld där i stort sett alla världens nationer lever i fred med varandra, under ledning av en gemensam internationell världsregering.
Cobra genomför en serie attacker mot olika platser på jorden, och leds av den ondskefulle Cobra Commander, som med alla medel vill ta makten över jordens nationer. Cobra etablerar sig genom att bygga ett hemligt högteknologiskt högkvarter någonstans på jorden. Då får världsregeringen nog och upprättar den militära specialorganisationen Action Force - en grupp erfarna militärer med en mängd unika militära specialiteter. Deras uppgift blir att finna Cobras högkvarter och att gripa Cobras medlemmar, så att de kan ställas till svars inför den internationella världsdomstolen.
Uppgiften blir dock svår, och en rad våldsamma drabbningar mellan Action Force och Cobra väntar... 

## Seriefigurer
Nedan listas några av de karaktärer som medverkar i Action Force.

## Duke
- Medlem av: Action Force
- Uppgift: Sergeant i flyget
- Födelseort: Boston, Massachusetts, USA

Duke är en skicklig kämpe, som leder sina män genom att föregå med gott exempel. Han tackade nyligen nej till befordran, eftersom han föredrog att bli kvar i frontlinjen. Han är helt inriktad på att rädda världen från den onde Cobra Commander.

## Snow Job
- Medlem av: Action Force
- Uppgift: Officer, polarpatrull på skidor
- Födelseort: Perth, Skottland

Snow Job värvades från början för att träna inför vinter-OS. Efter OS överraskade han alla genom att bli kvar i tjänst i Action Force. Han är snabb och skicklig på skidor och är en av de bästa skyttarna i organisationen.

## Breaker
- Medlem av: Action Force
- Uppgift: Sambandsofficer
- Födelseort: München, Västtyskland

Breaker är en man som kan det mesta om modern kommunikationsutrustning. Dessutom är han en mycket begåvad språkmänniska - han talar sju språk flytande! Han är effektiv och trygg och har en förmåga att vända besvärliga situationer till sin egen fördel.

## Torpedo
- Medlem av: Action Force
- Uppgift: Marinofficer, attackdykare
- Födelseort: Rotterdam, Nederländerna

Torpedo lever för sitt arbete och hans kollegor erkänner honom som ett verkligt proffs. Trots detta vet de ingenting om hans privatliv.

## Doc
- Medlem av: Action Force
- Uppgift: Läkare
- Födelseort: Kingston, Jamaica

Doc är pacifist och har en stark tro på Action Force. Han ger medicinsk och andlig hjälp till alla som behöver det, oavsett hur dramatisk situationen är!

## Airborne
- Medlem av: Action Force
- Uppgift: Helikopterburen jägare
- Födelseort: Neapel, Italien

Airborne läste juridik innan han anslöt sig till Action Force. Men han ville hellre hoppa från helikoptrar än att knäcka juridiska nötter. Han går in för sin uppgift med största allvar - även om han är mycket förtjust i att skämta.

## Scarlett
- Medlem av: Action Force
- Uppgift: Expert på specialvapen och kontraspionage
- Födelseort: Brygge, Belgien

Scarlett började sin utbildning till frihetskämpe redan som barn - och är nu en verklig expert. Trots sitt tuffa liv har hon lyckats behålla sitt sinne för humor. Hon arbetar i nära kontakt med Duke.

## Mutt
- Medlem av: Action Force
- Uppgift: Hundförare
- Födelseort: Madrid, Spanien

Mutt är expert på säkerhetstjänst. Han har mycket att lätt att umgås med djur; ja han trivs faktiskt bättre med djur än med människor. Hans bäste vän är hans hund, Junkyard.

## Gung-Ho
- Medlem av: Action Force
- Uppgift: Expert på djungelstrid
- Födelseort: Florida, USA

Gung-Ho blev under sin uppväxt i Floridas träskmarker omtalad som en verklig slagskämpe. Han är säkerligen den tuffaste, ruffaste och galnaste vildhjärna som slagit sig fram genom Action Forces träningsläger!

## Blowtorch
- Medlem av: Action Force
- Uppgift: Eldkastarexpert
- Födelseort: Toulouse, Frankrike

Blowtorch vet allt som finns att veta om eldkastare och bränder. Han vet verkligen vad eld kan ställa till med - och han är rädd för den! Han sover alltid bredvid en brandvarnare och avskyr cigarettrök.

## Cobra Commander
- Medlem av: Cobra
- Uppgift: Cobras fanatiske ledare
- Födelseort: ---

Cobra Commanders mål är att regera världen. Han styr sina män med järnhand. Han skapar revolutioner och kaos överallt. Han är mycket farlig och låter inget hindra honom. Cobras alla vapen köper han från vapenhandlaren Destro.

## Storm Shadow
- Medlem av: ---
- Uppgift: Orientalisk agent, ninja
- Födelseort: Osaka, Japan

Storm Shadow är ättling till 30 generationer av ninja-agenter. Han kan bestiga lodräta väggar med blixtens hastighet! Hans favoritvapen är pilbåge och samurajsvärd. Han bär Cobras emblém, men ingen vet exakt vem han egentligen arbetar för...

## Destro
- Medlem av: ---
- Uppgift: Cobras vapenagent
- Födelseort: ---

Destro är den anonyma styrkan bakom Cobras vapenorganisation. Destro respekterar skickligheten hos Action Force, men är ändå helt inriktad på att förgöra dess medlemmar! Destro och Cobra Commander arbetar som ett team, men hatar varandra.

## Scrap Iron
- Medlem av: Cobra
- Uppgift: Försvarsspecialist
- Födelseort: Lima, Peru

Scrap Iron konstruerar och testar Destros vapen. Han är den verklige experten när det gäller fjärrmanövrerade, laserstyrda pansarvärnsvapen. Eftersom han själv är försiktig och noggrann, förväntar han sig att allt ska fungera perfekt. Han drömmer om att en dag förgöra världen.

## Cobra Officer
- Medlem av: Cobra
- Uppgift: Infanteri, artilleri, underrättelseverksamhet
- Verkar: Över hela världen

Cobras officerare finns alltid i frontlinjen när Cobra går till anfall. De är alla mästare på förklädnad, svek och förstörelse. De önskar alla att Action Force ska gå under. Det gäller att se upp... för de är farliga fiender!

## Baronessan
- Medlem av: Cobra
- Uppgift: Underrättelseofficer hos Cobra
- Födelseort: Wien, Österrike

Baronessan är från början en bortskämd dotter i en europeisk adelfamilj. Det är bara hon som känner till Destros verkliga identitet. Hon är lojal mot både Destro och Cobra Commander, trots att hon har en alldeles speciell relation till den första...

## Dr. Mindbender
- Medlem av: Cobra
- Uppgift: Mästare på sinneskontroll
- Födelseort: ---

Dr. Mindbender var en gång en duktig forskare. Han experimenterade med elektrisk hjärnvågsstimulering som ett sätt att dämpa tandvärk. Efter misstaget att själv ställa upp som försökskanin genomgick han en fullständig personlighetsförändring och blev hatisk, opålitlig och fåfäng.